# میکوزیس فونگوئید
مایکوزیس فونگوئید (به انگلیسی: Mycosis fungoides) یک نوع لنفوم پوستی با منشأ لنفوسیتهای T می‌باشد. مایکوزیس فونگوئید برای اولین بار در سال ۱۸۰۶ توسط یک متخصص پوست فرانسوی، ژان لویی مارک آلبرت درسنت هوپیتال لوئیس در فرانسه به رسمیت شناخته شد.

## بیماریزایی
اتیولوژی میکوزیس فونگوئید ناشناخته بوده و با پرولیفراسیون کلونال لنفوسیتهای T همراه است. ویروس HTLV-1 ممکن است به عنوان فاکتور مشارکت‌کننده در روند ایجاد این بیماری محسوب شود.

## تظاهرات بالینی
مایکوزیس فونگوئید، شایع‌ترین نوع لنفوم پوستی سلول‌هایT و شکل نادری از لنفوم غیرهوچکین است. مایکوزیس فونگوئید یافته‌های بالینی و هیستوپاتولوژیکی کاراکترستیکی دارد که این نماها با ضایعات پوستی ATLL که توسط HTLV-1 ایجاد می‌شود بسیار شبیه است.

## درمان
پرتودرمانی و استروئید موضعی